# Тухув (гмина)
Тухув (пол. Tuchów) — городско-сельская гмина (волость) в Польше, входит как административная единица в Тарнувский повет, Малопольское воеводство. Население — 18 149 человек (на 2013 год).

## Административный центр
В состав гмины входит город Тухув, который исполняет функцию её административного центра.

## Сельские округа
1. Бухцице
2. Бужин
3. Домбрувка-Туховска
4. Йодлувка-Туховска
5. Карводжа
6. Любашова
7. Ловчув
8. Мешна-Опацка
9. Пётрковице
10. Седлиска
11. Седлиска-Козлувек
12. Тшемешна
13. Заблендза

## Демография
| Перепись  | Всего   | Всего | Женщины | Женщины | Мужчины | Мужчины |
| --------- | ------- | ----- | ------- | ------- | ------- | ------- |
| Единицы   | человек | %     | человек | %       | человек | %       |
| Население | 18 149  | 100   | 9138    | 50,4    | 9011    | 49,6    |

## Транспорт
В гмине железнодорожная станция Тухув (в городе Тухув) и три остановочные пункты железной дороги (платформы): Ловчув, Любашова, Седлиска около Тухува.

## Соседние гмины
1. Гмина Громник
2. Гмина Плесьна
3. Гмина Рыглице
4. Гмина Жепенник-Стшижевски
5. Гмина Скшишув
6. Гмина Шежины
7. Гмина Тарнув